# Брагинский замок
Брагинский замок (бел. Брагінскі замак) — оборонительное сооружение XV—XVII вв. в Брагине Гомельской области Белоруссии.

## История
Располагался в детинце древнерусского времени, известного с 1147 года. С XVI в. принадлежал князьям Вишневецким, упомянутый в раздельной грамоте 1574 года братьев князей Александра и Михаила Вишневецких.
Площадка размером 90×70 м, укрепленная валом высотой 5-6 м, шириной в основании более 10 м. Согласно инвентарю 1574 года, на валу были стены-городни со специальными лестницами «сходами» на боевую галерею «бланкованье», оборонительная башня со стороны р. Брагинки, брама были сделана в одной из городен, наверху которой сооружена большая светлица. Слева от въезда в линии городен стояла деревянная церковь Святой Троицы «зо всим тым нарядом, розным церковным золотом и серебром и книгами». На дворе были подклетья, склады, погреб и «светлицы в стене». К воротам вел мост на опорах, последнее звено которого было «узводом», то есть поднималось на замковую сторону.
В 1648 году жители Брагина открыли ворота казакам полковников Антона Небабы и Хвяська. За это карательный отряд Речи Посполитой разрушил город, а жители были наказаны. Замок больше не восстанавливался и превратился в хозяйственный «двор» князей Вишневецких.